# Beerfest
Beerfest é um filme de comédia de 2006 do grupo de comédia Broken Lizard. Juntamente com os membros regulares do Broken Lizard, outros atores que aparecem no filme incluem Will Forte, M. C. Gainey, Cloris Leachman, Jürgen Prochnow, Donald Sutherland, e Willie Nelson.
Quando perguntado sobre onde o conceito para o filme veio, Jay Chandrasekhar disse: "Nós estávamos em um jardim de Cerveja na Austrália (usando nossos uniformes de polícia) e entramos no palco e desafiamos os cinco maiores consumidores do lugar. O lugar explodiu. Estávamos a ganhar, mas, em seguida, Paul Soter de começou a beber, e nós rapidamente perdemos. Em seguida, tivemos um concursos de queda de braço . Em seguida, Steve Lemme insultou o tesouro nacional, Russell Crowe e tivemos que ser escoltados para fora, por segurança. Nós pensamos que seria um filme divertido."
Beerfest foi filmado em Albuquerque no Novo México.

## Enredo
No funeral de seu avô alemão, Johann von Wolfhausen (Donald Sutherland), os irmãos Jan e Todd Wolfhouse (Paul Soter e Erik Stolhanske) descobrem que a tradição da família, exige que eles viagem para Munique durante a Oktoberfest para espalhar suas cinzas no Theresienwiese.
Em Munique, os irmãos, inadvertidamente, iniciam uma briga que derruba a tenda da Oktoberfest . Eles participam na Beerfest, um jogo de beber, executado pelo Barão Wolfgang von Wolfhausen (Jürgen Prochnow), onde eles descobrem que o von Wolfhausens estão relacionados com o Wolfhouses. A equipe alemã revela que Johann era um menino estável que roubou a receita da "melhor cerveja de todo o mundo" umas décadas atrás, e fugiu com sua mãe prostituta, Gam Gam. Jurando se vingar dos Alemães, Jan e Todd volta para o Colorado, onde eles recrutam menino de faculdade para serem uma equipe Americana na Beerfest. Entre eles estão: Barry Badrinath que é bom em jogos de bebidas como Cerveja Pong e desde então ele se tornou um prostituto, Steve "Fink" Finklestein, que tem um Doutorado em Química, e Phil "Landfill" Krundle que é conhecido por beber grandes quantidades de cerveja.

## Elenco
- Paulo Soter como Jan Wolfhouse
- Erik Stolhanske como Todd Wolfhouse / Jovem Barão Ludwig
- Cloris Leachman como Gam Gam Wolfhouse
- Donald Sutherland como Johann von Wolfhaus
- Jay Chandrasekhar como Barry Badrinath
- Kevin Heffernan como Phil "Aterro" Krundle / Gil "Landfill" Krundle
- Blanchard Ryan como Krista Krundle
- Steve Lemme como Steve "Fink" Finkelstein
- Jürgen Prochnow , o Barão Wolfgang von Wolfhausen
- Nat Faxon como Rolf
- Will Forte como Otto
- Eric Christian Olsen como Gunther
- Ralf Moeller como Hammacher
- Gunter Schlierkamp como Schlemmer
- Mo'Nique como Cherry
- MC Gainey como Sacerdote
- James Roday como mensageiro alemão
- Philippe Brenninkmeyer como Árbitro
- Chauntal Lewis como Menina Pulverizada pelo Barril
- Willie Nelson como ele mesmo (participação)

## Potfest
Apesar da declaração na parte final do Beerfest que Potfest viria "em breve", Broken Lizard entende isso como uma piada para obter publicidade. Os fãs foram muito favoráveis com o título e que Broken Lizard pode decidir fazer um filme de animação de mesmo nome. Em julho de 2012, O membro da Broken Lizard Jay Chandraskehar revelou o Smokefest pode realmente acontecer, e que Willie Nelson, Cheech de Cheech & Chong e Snoop Dogg concordaram em aparecer no filme. Em junho de 2013, foi confirmado que o filme seria lançado depois do Super Troopers 2. Em 2014, foi confirmado que seria um filme live action, ao invés de incluir a proposta de filme de animação. Foi anunciado que uma série de TV Beerfest iria ao ar na CW Seeed.

## Versões diferentes
Duas versões do filme foram lançadas: A teatral e a versão sem sensura. A versão sem sensura, principalmente, mostra mais cenas de trama e tem dez minutos a mais que a versão teatral. Ao todo oito cenas foram adicionadas. O filme também mostra muito mais cenas de nudez, o que não era permitido de acordo com a classificação R.

## Recepção
O filme tem um pontuação de 41% com os críticos do site Rotten tomatoes, com base em 106 avaliações, com uma classificação média de 5/10, tornando-o o mais bem avaliado filme de Broken Lizard  no site.